# Bukovín
Bukovín, op. 18, és una òpera en tres actes composta el 1870 per Zdeněk Fibich sobre un llibret en txec de Karel Sabina. Es va estrenar el 16 d'abril del 1874 al Teatre Provisional de Praga.